# Liz Blackman
Elizabeth "Liz" Marion Blackman, född 26 september 1949, är en brittisk Labourpolitiker. Hon var parlamentsledamot för valkretsen Erewash från valet 1997 till valet 2010.